# Jacques Ruffié
Jacques Ruffié, né le 22 novembre 1921 à Limoux et mort le 1er juillet 2004, est un hématologue, généticien et anthropologue français. En 1960, Il fonda une discipline, l'hémotypologie qui, par l'étude des caractéristiques sanguines, permet de retrouver l'historique des populations, leurs migrations et leurs métissages successifs.
Il fut membre de l'Académie des sciences dans la section de biologie humaine et de sciences médicales. Il fut également professeur honoraire au Collège de France, où il occupait la chaire d'anthropologie physique.
Il avait été aussi membre de la Résistance en participant activement à la résistance audoise.
Il fut membre du conseil d'administration du Centre Royaumont pour une Science de l’Homme.

## Biographie
- collège Saint-Stanislas de Carcassonne,
- facultés de médecine de Toulouse, Montpellier et Paris puis faculté des sciences de Toulouse
- Docteur en médecine[2], docteur ès sciences[3], professeur agrégé de l'université
- professeur titulaire de la chaire d'hématologie à la faculté de médecine de Toulouse de 1965 à 1972
- directeur général du Centre régional de transfusion sanguine de la région Midi-Pyrénées.
- professeur d'anthropologie physique au Collège de France en 1972
- fonde à Toulouse le centre d'hémotypologie du CNRS, qu'il dirige parallèlement.
- Research Professor à l'université de New York
- Membre de l'Académie nationale de médecine.

Il approfondit de front toute sa vie trois disciplines : hématologie, génétique et anthropologie. Il crée en 1960 l'hémotypologie, qui permet de retrouver un individu par ses caractéristiques sanguines et constitue un apport à la police scientifique qui se généralisera plus tard avec les tests ADN. Cette technique permet également des études sur les parentés des populations humaines, ainsi que sur le mouvement des populations.
Il écrit plusieurs ouvrages à thèse biologisante, De la biologie à la culture, Le sexe et la mort.
Il va à l'encontre de plusieurs idées reçues de son époque en établissant par cette méthode de traçage deux faits en anthropologie :
- La notion de race a eu un sens dans l'humanité primitive
- Une convergence s'établit dans l'espèce humaine depuis environ six mille ans, probablement liée au développement du commerce à grande distance

Cette influence à long terme du culturel sur le biologique influencera jusqu'à Stephen Jay Gould, qui la citera dans ses ouvrages grand public (Ever Since Darwin et The Panda's Thumb). Elle illustre un codéveloppement de l'hominisation et de l'humanisation déjà mentionné par Pierre Teilhard de Chardin.

## Affaire du sang contaminé
En décembre de l'année 1984, le professeur Jacques Ruffié est nommé à la tête de la transfusion sanguine par son prédécesseur le professeur Jean Bernard pour le remplacer.
Le 25 février 1985, chargé par le Ministre de la Santé d'une mission sur la transfusion sanguine, il expose son rapport sur la structure de la transfusion sanguine au cours du réunion du Centre National de la Transfusion Sanguine (CNTS). Sont présents à cette réunion :
- Charles Farine, le vice-président du CNTS
- Patrick Caissial de la Fédération des donneurs de sang bénévoles
- Le professeur Streiff directeur du centre de transfusion sanguine de Nancy
- Le docteur Charles Salmon directeur de la filiale CNTS Institut de Recherche nouvellement créée en décembre 1984
- Michel Garretta directeur général depuis le départ à la retraite de Jean Pierre Soulier, et l'un des pionniers de la transfusion sanguine française durant les années 1960 à 1980.
- Jacques Roux, directeur général de la Santé, l'administration de tutelle chargée du CNTS
- Les représentants syndicaux du CNTS à savoir la CGT et la CFDT.

Au cours de son exposé, il met en lumière plusieurs sujets d'inquiétude comme la baisse des dons en comparaison de la hausse de ceux des centres gérés par l'assistante publique. Il souligne de même la qualité en retrait des dérivés sanguins produits par le CNTS. Il note également l'absence de structure juridique pour la seconde branche de la Fondation CNTS qui s'est scindée en deux fin 1984 : le CNTS production dirigé par Michel Garretta et le CNTS Institut de Recherche dirigée par le médecin Charles Salmon.
Enfin, il met en lumière la situation financière extrêmement dégradée de celui ci avec un déficit de 13 millions de francs. En parallèle, il a également diligenté une enquête sur les frais de fonctionnement élevés de la direction dont il s'est étonné.
En raison de sa curiosité, de sa volonté inquisitrice et de ses questions légitimes pointant des points névralgiques au sein de l'institut et remettant plus profondément, en cause les politiques sanitaires et financières menée par les cadres dirigeants de l'organisme qui sera au centre de l'affaire du sang contaminé (1983-2003), il est démissionné par le conseil d'administration sur une motion de Charles Farine avec le soutien du professeur Streiff, Michel Garretta et Patrick Caissial, le même jour et ce, malgré les protestations de Charles Salmon et de Jacques Roux, le directeur général de la Santé et représentant de l'État et qui avait appuyé le travail et la mission de ce dernier et qui souligne les déséquilibres financiers du CNTS, alors sous perfusion financière permanente de l'État en raison de son déficit chronique.
Le problème de la contamination des lots sanguins par le virus du sida, sujet majeur d'inquiétude dans le début des années 1980 face à l'épidémie du VIH alors en pleine expansion, n'est pas évoqué par les membres du CNTS.
Cette réunion sera marquée également par le départ en cours de séance des représentants syndicaux de la CGT et CFDT en raison du climat délétère de conflit larvé.
Son mandat de président a eu une durée de 3 mois. Son éviction sera évoquée dans la presse en Juin 1986 par l'Express.
Le 31 octobre 1991, durant les révélations en cascade provoquées par le scandale du sang contaminé et la gestion du CNTS de l'époque, il déclarera lors d'un interview donnée au quotidien le Figaro, au sujet de la contamination des lots infectés par le VIH du CNTS : « Tout le monde savait ».

## Œuvres
- De la biologie à la culture
- Le traité du vivant
- Le sexe et la mort (en collaboration avec Jean-Charles Sournia)
- Le vivant et l’humain
- 'Les épidémies dans l’histoire de l’homme
- Hématologie géographique (en collaboration avec Jean Bernard).
- Histoire de la Louve

## Distinctions

### Prix
- 1982 : Prix Broquette-Gonin en littérature pour Histoire de la Louve
- 1983 : Prix mondial Cino-Del-Duca
- 1987 : Grand prix de philosophie pour l'ensemble de son œuvre

### Décorations
- Grand officier de la Légion d'honneur le 31 décembre 1994[6],[7]
- Médaille militaire[6]
- Commandeur de l'ordre des Palmes académiques le 22 janvier 1993, en qualité de « professeur au collège de France »[8].
- Commandeur de l'ordre des Arts et des Lettres le 9 novembre 1993[9].